# مچانیکویلی (نیویورک)
مچانیکویلی (به انگلیسی: Mechanicville) شهری در شهرستان ساراتوگا ایالت نیویورک است که در سرشماری سال ۲۰۱۰ میلادی، ۵۰۱۹ نفر جمعیت داشته است. مچانیکویلی، به‌طور رسمی در تاریخ ۱۹۱۵ میلادی به‌عنوان یک شهر شناخته شد.